# Aciagrion dondoense
Aciagrion dondoense là một loài chuồn chuồn kim trong họ Coenagrionidae.
Aciagrion dondoense được Dijkstra miêu tả khoa học năm 2007.